# Jan Zajíc

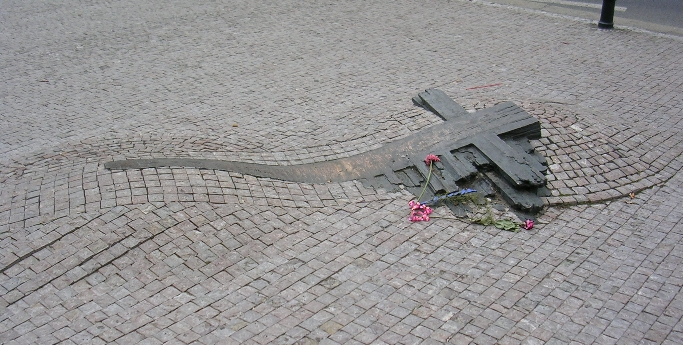
Mémorial à Jan Palach et Jan Zajíc devant le Musée national de Prague

Jan Zajíc (3 juillet 1950-25 février 1969) est un étudiant tchèque qui s'immola par le feu pour dénoncer la normalisation en Tchécoslovaquie.

## Biographie
Jan Zajíc est étudiant dans l'enseignement technique, afin de travailler dans les chemins de fer.
En 1969, il prend part à une grève de la faim et à une cérémonie commémorative d'étudiants en souvenir de Jan Palach, à proximité de la statue de Saint Wenceslas sur la place Venceslas (Václavské náměstí), à Prague. C'est probablement là qu'il nourrit le souhait d'imiter Palach. 
Le jour du 21e anniversaire de la prise du pouvoir par les communistes, le 25 février 1969, il se rend à Prague avec trois autres étudiants, avec l'intention de prévenir les Praguois contre la normalisation à venir. Il avait sur lui plusieurs tracts appelant à résister à l'occupation soviétique. Aux environs de 13h30, au niveau du numéro 39 sur la place Venceslas, il met le feu à ses vêtements imbibés de produits chimiques.
La police secrète interdit son enterrement à Prague par crainte de manifestations comme celles qui avaient suivi l'enterrement de Jan Palach. Il sera enterré dans sa ville natale de Vítkov.
Après la Révolution de velours, un mémorial dédié à Palach et Zajíc, sous la forme d'une croix de bronze gisant sur le sol, est implanté place Venceslas devant le Musée national de Prague.

### Articles connexes

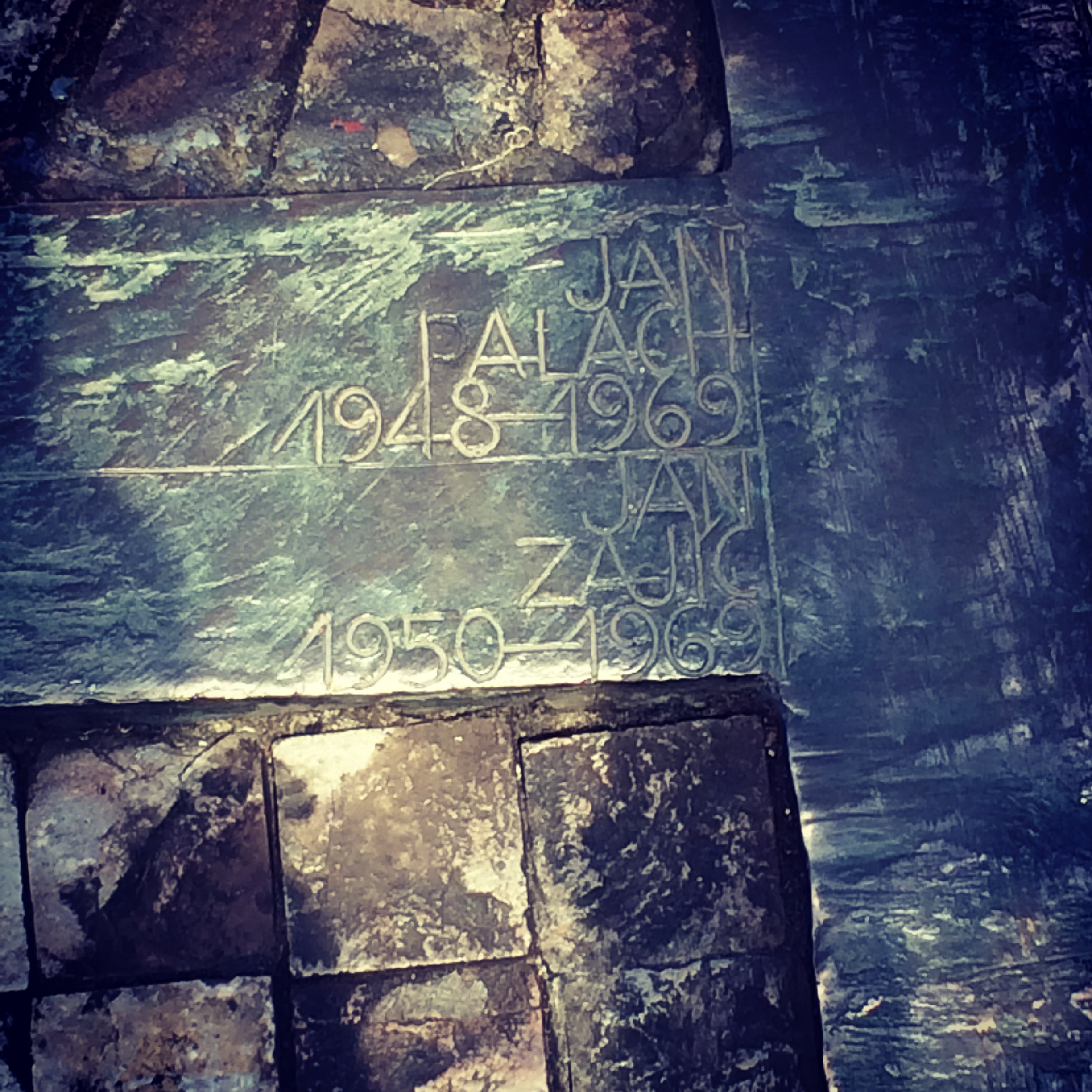
Inscription sur la croix dédiée à Jan Palach et Jan Zajíc sur la place Venceslas